# Geum rivale
La Geum rivale es una planta florida perenne de la familia Rosaceae.

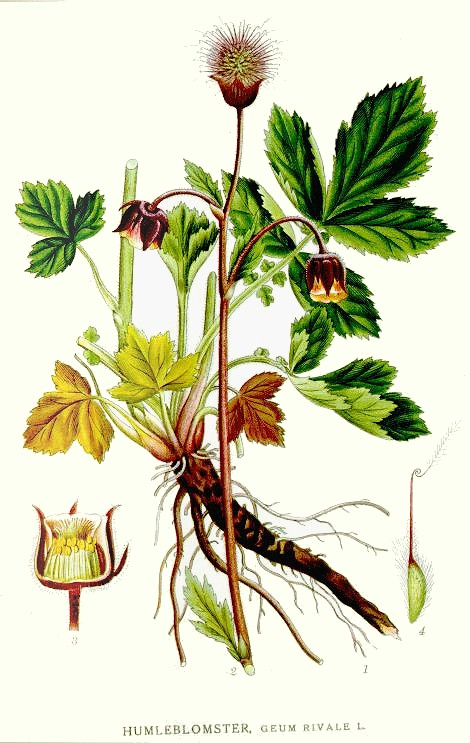
Ilustración

## Distribución
Es natural de Europa y Norteamérica.

## Descripción
Es una planta vivaz, muy común en la orilla de los arroyos y en zonas húmedas. Tiene un tallo erguido, que alcanza los 30 cm de altura. Las hojas son radicales, pinnadas, con folíolos dentados y vellosos. La flor, de color amarillo púrpura o rosa anaranjado, tiene sépalos purpúreos.

## Propiedades
- Es tónico, astringente y antidiarreico.

En A Diccionary of Practical Materia Medica de Clarke J.H. del siglo 19º, se indicaba su utilización en diferentes enfermedades.

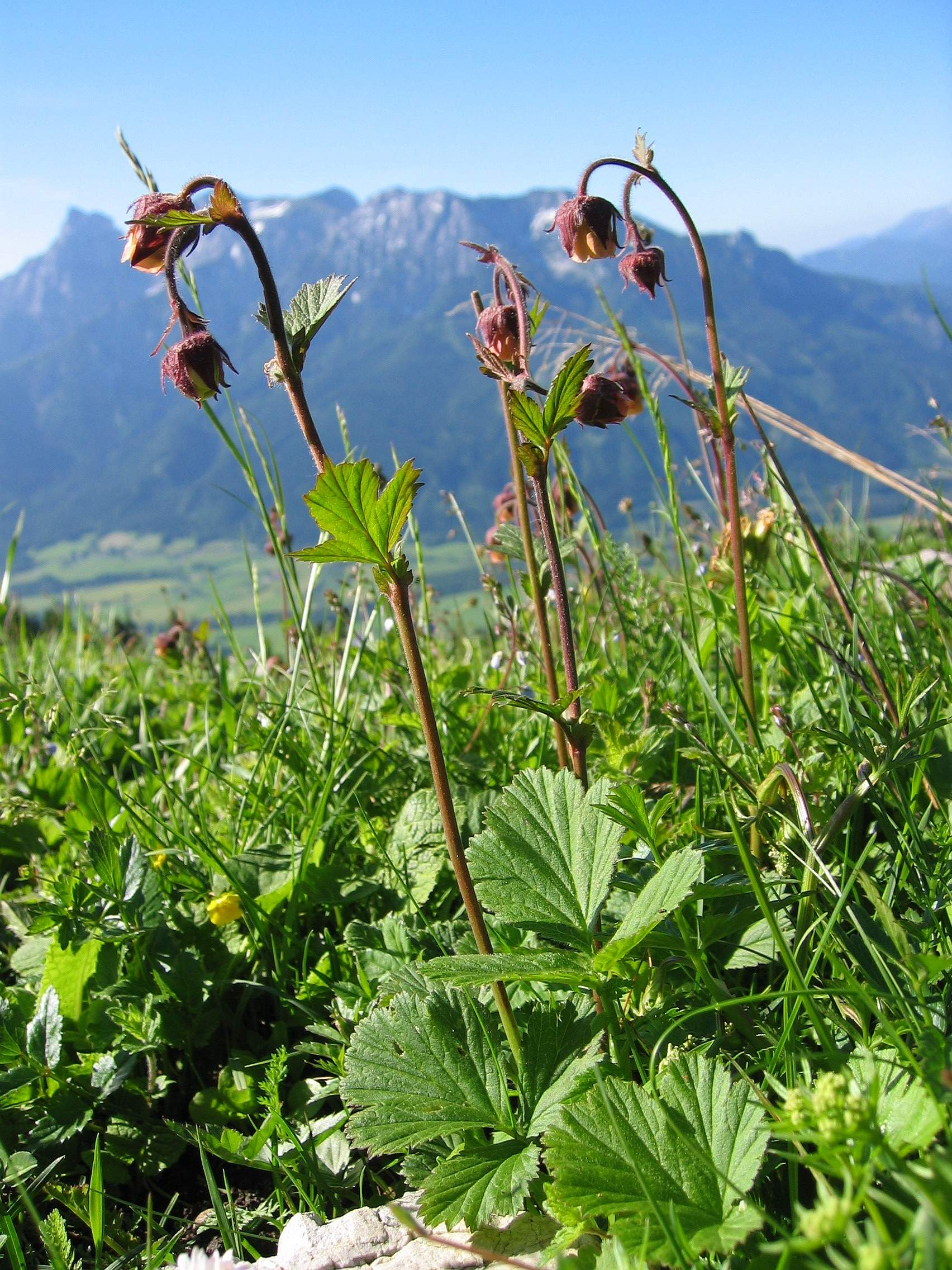
Geum rivale.

## Taxonomía
Geum rivale fue descrita por Nikolaus Joseph von Jacquin y publicado en Icones Plantarum Rariorum 1: 10, pl. 93, en el año 1786.
Etimología
Geum: nombre genérico que deriva del latín: gaeum(geum) = nombre de una planta, en Plinio el Viejo, con finas raíces negras y de buen olor, que se ha supuesto era la hierba de San Benito (Geum urbanum L.)
rivale: epíteto latíno que significa "que crece en las corrientes de agua".
Variedades aceptadas
- Geum rivale ssp. eurivale A.Löve & D.Löve, 1948
- Geum rivale ssp. islandicum Á. & D. Löve, 1961
- Geum rivale var. luxurians Tratt., 1823
- Geum rivale f. virescens Lilja

Sinonimia
- Bernoullia nutans (Crantz) Raf., 1840
- Bernoullia rivale (L.) Neck., 1790
- Caryophyllata nutans (Crantz) Lam.
- Caryophyllata nutans (Crantz) Moench, 1794
- Geum hybridum Wulfen ex Jacq., 1782
- Geum nutans Crantz, 1769 nom. illeg.
- Geum pallidum Fischer & Meyer, 1845
- Bernullia rivalis  (L.) Raf.
- Caryophyllata aquatica Lam.[4]

Híbridos
- Geum ×aurantiacum Fr. G. aleppicum × G. rivale
- Geum ×pratense Pau, 1887 - G. rivale × G. sylvaticum
- Geum ×pulchrum Fernald - G. macrophyllum × G. rivale
- Geum ×sudeticum Tausch, 1823 - G. montanum × G. rivale
- Geum ×thomasianum Ser., 1824 - G. rivale × G.pyrenaicum[5]

## Nombre común
- Castellano: cariofilada acuática, cariofilada de agua, cariofilada de los arroyos, cariofilata acuática, orejuela de arroyo.[6]